# Segelflygets Veteransällskap
Segelflygets Veteransällskap (SVS) är en rikstäckande förening öppen för alla. Man behöver inte kunna flyga för att vara medlem, alla är välkomna både som aktiva eller som stöttande. Som medlem i Segelflygets Veteransällskap stöttar du sällskapets strävan att bevara äldre segelflygplan, några i luftvärdigt skick. Det förtjänas att påpekas att det är segelflygplanen som är veteraner, vi välkomnar medlemmar i alla åldrar!
Vi finns på underbara Ålleberg i Falköping där större delen av berget är ett naturreservat med milsvid utsikt över Skaraborg. Segelflygmuseet som startades 1984 av Stiftelsen Ållebergs Segelflygmuseum är unikt i sitt slag och driften sköts av SVS.
SVS har medlemmar spridda över hela landet, några även från övriga Norden och Europa. Vi är registrerad som segelflygklubb hos Svenska Segelflygförbundet och därmed även i RF.
Våra medlemmar erhåller vår tidning SVS-Nytt som utkommer med 4 nummer/år och har alltid fritt inträde på museet.

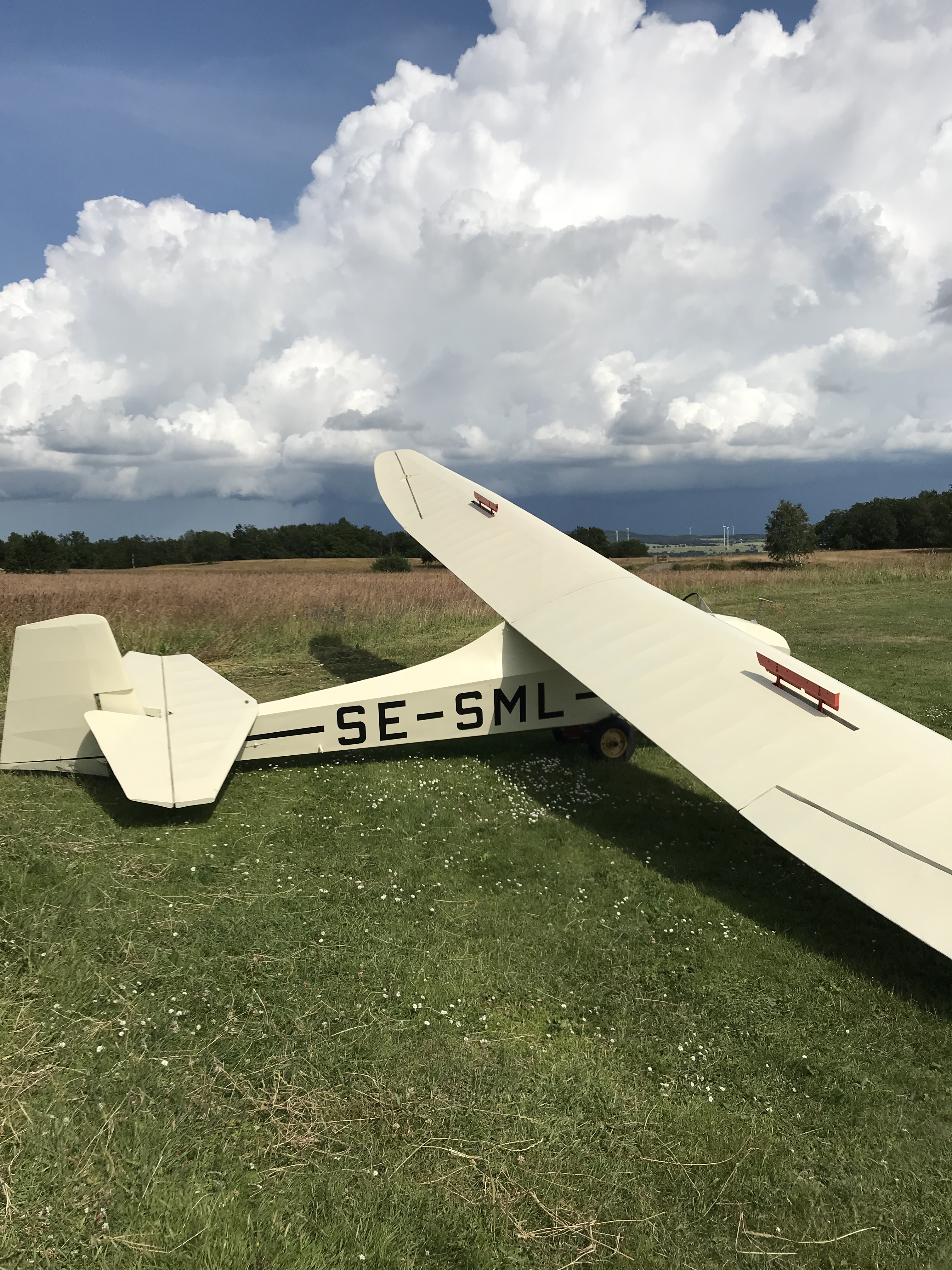
Grunau Baby IIB-2 på Ålleberg 2019

Som medlem har man således möjlighet att flyga intressanta flygplan på Ålleberg. Om du är aktiv kan du ha anslutningen till Segelflyget via oss. Medlemmar har också möjlighet att bli fadder åt något flygplan och eventuellt disponera det på din hemmaflygplats.
SVS ger möjlighet att umgås socialt med likasinnade i alla åldrar och dessutom att lära sig mer om underhåll av museets klenoder, både statiska och flygande.
Vi har ett intimt samarbete med Segelflyget där vi är medlem som förening. Ålleberg har haft instruktörs och teknikerutbildningar sedan starten 1941. Det finns goda möjligheter till övernattning i Segelflygets stugor eller på campingen. Restaurangen är öppen från maj-sept.
Normalt flyger SVS på Ålleberg en långhelg varje månad under sommarhalvåret samt en hel lägervecka under sommaren i juli. Men även andra tillfällen kan det vara möjligt. Allt annonseras i SVS-Nytt och på vår maillista, hemsida och Facebooksida.